# Attentats de Copenhague en 1985
Le 22 juillet 1985, deux bombes explosent lors d'un attentat terroriste à Copenhague, au Danemark. L'une des bombes a explosé près de la Grande Synagogue de Copenhague, d'une maison de retraite juive et d'un jardin d'enfants, et une autre dans les bureaux de Northwest Orient Airlines. Au moins une autre bombe, prévue pour les bureaux de la compagnie aérienne El Al, a été découverte. Une personne a été tuée et 26 autres blessées dans les attaques. Les Palestiniens résidant en Suède, Abu Talb et Marten Imandi, ont été condamnés à la réclusion à perpétuité pour les attentats à la bombe, qui faisaient partie d'une série d'attaques en 1985 et 1986, tandis que deux co-conspirateurs ont reçu des peines moins lourdes d'un et six ans de prison.

## Faits

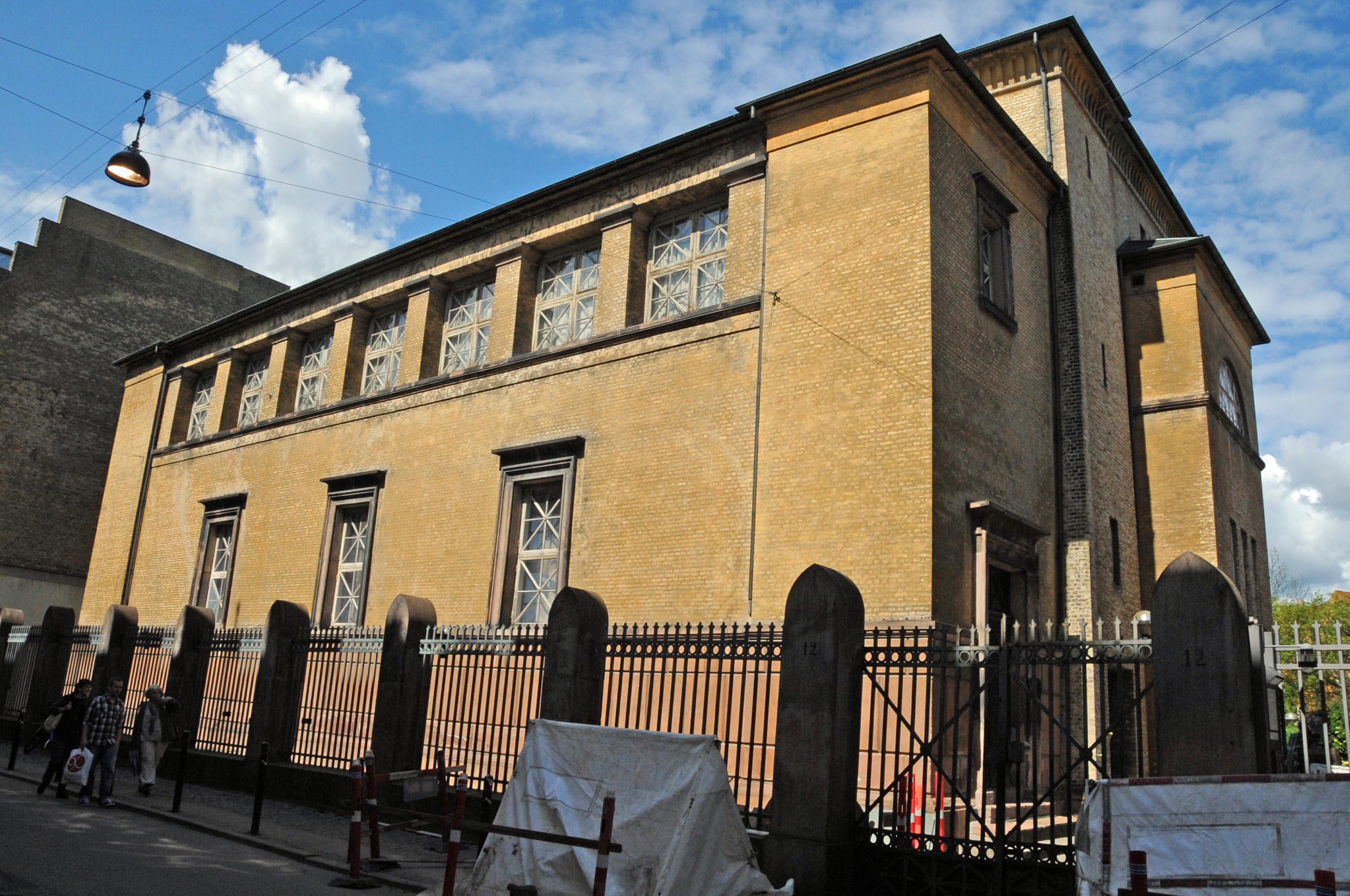
La Grande Synagogue de Copenhague (2009).

La première bombe a explosé dans les bureaux de la Northwest Orient Airlines, alors la seule compagnie aérienne américaine ayant des bureaux à Copenhague, à 10h20. Dix minutes plus tard, à 10 h 31, la Grande Synagogue de Copenhague, la plus ancienne synagogue de Scandinavie, et la maison de retraite voisine Meyers Minne ont été frappées par une autre explosion. De plus, au moins une bombe non explosée a été localisée par la police. L'une des bombes non explosées a été retrouvée dans un sac de vol Northwest Orient récupéré dans le port de Nyhavn. Six étrangers ont été brièvement détenus pour interrogatoire par la police, dont certains avaient tenté de quitter le pays en empruntant la liaison hydroptère de 40 minutes vers la Suède. Selon des photographes de presse, une autre bombe présumée aurait été trouvée dans une cour du palais de Christiansborg, où se réunit le Parlement danois.
Le Premier ministre danois de l'époque Poul Schlüter a exprimé sa « tristesse de constater que le Danemark est lui aussi touché par des activités terroristes », affirmant que « nous y avons échappé pendant de nombreuses années, alors que des hommes et des organisations sans scrupules ont semé la mort et la destruction dans d'autres pays européens ».

## Responsabilité
L'organisation du Jihad islamique, affiliée au Hezbollah, a téléphoné aux bureaux de l'agence Associated Press à Beyrouth pour revendiquer la responsabilité des attaques, affirmant que le Danemark avait été pris pour cible parce qu'il n'avait pas été frappé lors d'attaques précédentes. Cependant, de nombreux experts estiment que le Hezbollah a agi de manière « opportuniste ».
Abu Talb, l’un des auteurs, était membre de l’Organisation de libération de la Palestine et du Front de lutte populaire palestinien, deux groupes nationalistes pro-palestiniens. Certains experts ont lié les attaques au FPLP-GC, une organisation militante nationaliste palestinienne dont un membre a été arrêté en Suède. Le groupe du Front de lutte populaire palestinien a également été accusé d'être responsable des attaques.
En 2000, lors du procès pour l'attentat contre le vol 103 de la Pan Am, Talb a affirmé que sa belle-sœur avait été abattue en Israël directement par le Premier ministre israélien Ehud Barak. Talb est également mentionné comme ayant des liens avec le Front populaire de libération de la Palestine – Commandement général et le Front de lutte populaire palestinien, tous deux connus pour avoir mené des attaques terroristes à l'époque de l'attentat. Ceci étant dit, ainsi que le fait que les quatre personnes arrêtées pour l'attentat étaient toutes des Palestiniens, suggère que l'attaque a été motivée par le nationalisme palestinien.

## Enquête et procès
Bien que les premières traces aient été dirigées vers la Suède, l'enquête n'a abouti à une avancée décisive qu'en 1988, lorsque Marten Imandi a été arrêté à Rødbyhavn alors qu'il tentait de faire passer clandestinement trois personnes au Danemark. La police a pris ses empreintes digitales, qui correspondaient à celles de la valise piégée retrouvée à Nyhavn. La police d'Uppsala, en Suède, a ensuite arrêté trois autres suspects. Les quatre hommes, tous Palestiniens, ont été jugés en Suède.
L'un des suspects, Mahmoud Mougrabi, a finalement reconnu avoir joué un rôle dans les attentats, ayant lui-même tenté de faire exploser une bombe dans les bureaux de la compagnie aérienne israélienne El Al avant d'être repéré, ce qui l'a poussé à désamorcer la bombe et à la jeter dans l'océan au large du port de Nyhavn. La bombe de 15 kilos, la plus puissante des trois bombes, a été récupérée par la police, ce qui, avec le témoignage de Mougrabi, a constitué une preuve clé lors du procès. À la suite de cela, Imandi et Abu Talb ont été condamnés à la réclusion à perpétuité en décembre 1989 en tant que principaux auteurs des attentats. Mahmoud Mougrabi et son frère Moustafa ont été condamnés respectivement à six et un an de prison pour complicité d'attentats en 1985 et 1986, notamment les attentats de Stockholm et d'Amsterdam.